# Kulekhani
Kulekhani (en népalais : कुलेखानी) est un village de la municipalité rurale d'Indrasarowar au Népal, situé dans le district de Makwanpur, de la province de Bagmati. Au recensement de 2011, il comptait 2 969 habitants.
Il constituait un comité de développement villageois avant la réorganisation administrative du 10 mars 2017, date à laquelle il a été réuni au sein de la nouvelle municipalité d'Indrasarowar.